# (2902) Westerlund
(2902) Westerlund est un astéroïde de la ceinture principale.

## Description
(2902) Westerlund est un astéroïde de la ceinture principale. Il fut découvert le 16 mars 1980 à La Silla par Claes-Ingvar Lagerkvist. Il présente une orbite caractérisée par un demi-grand axe de 2,20 UA, une excentricité de 0,20 et une inclinaison de 4,4° par rapport à l'écliptique.

## Compléments